# Thurston Lava Tube Comfort Station
La Thurston Lava Tube Comfort Station est un bâtiment abritant des toilettes publiques dans le comté d'Hawaï, à Hawaï, un État américain dans l'océan Pacifique. Situé à proximité de l'entrée du sentier de randonnée menant au tunnel de lave Thurston, dans le parc national des volcans d'Hawaï, cet édicule a été construit en 1933-1934 dans un style qui marie l'architecture rustique du National Park Service et l'architecture hawaïenne. C'est une propriété contributrice au Crater Rim Historic District Cultural Landscape.